# Marianna Zachariadi
Marianna Zachariadi (25 de febrero de 1990-29 de abril de 2013) fue una saltadora de pértiga nacida en Grecia y nacionalizada chipriota, defendiendo a ambos países en las olimpiadas.

## Carrera
Zachariadi consiguió su primera medalla de plata a los 19 años en los Juegos Mediterráneos de 2009 celebrados en Pescara con la prueba de salto con pértiga, con una altura de 4,45 metros, siendo dicha marca la mayor conseguida por la atleta. En el mismo año, terminó undécima en el grupo A de clasificación en el campeonato Mundial de Atletismo de 2009 disputado en Berlín.
En el año 2011 se le diagnosticó la enfermedad de Hodgkin, lo que le llevó a una muerte temprana el 29 de abril de 2013, a la edad de 23 años.

## Resultado

### Salto con pértiga
| Año  | Resultado | Lugar    | Fecha      | Nota |
| ---- | --------- | -------- | ---------- | ---- |
| 2010 | 4,40 m    | Delhi    | 12-10-2010 | -    |
| 2009 | 4,45 m    | Pescara  | 30-6-2009  |      |
| 2008 | 4,20 m    | Katerini | 23-6-2008  | -    |
| 2007 | 4,20 m    | Atenas   | 23-6-2007  | -    |
| 2006 | 3,80 m    | Atenas   | 8-7-2006   | -    |

### Salto con pértiga indoor
| Año  | Resultado | Lugar    | Fecha     | Nota |
| ---- | --------- | -------- | --------- | ---- |
| 2010 | 4,35 m    | Doha     | 12-3-2010 | -    |
| 2010 | 4,35 m    | Paianía  | 27-2-2010 | -    |
| 2010 | 4,35 m    | Paianía  | 13-2-2010 | -    |
| 2009 | 4,41 m    | El Pireo | 21-2-2009 |      |
| 2008 | 4,00 m    | Paianía  | 23-2-2008 | -    |
| 2008 | 4,00 m    | Paianía  | 16-2-2008 | -    |

## Palmarés
| Año  | Campeonato                           | Lugar     | Evento            | Resultado     | Rendimiento | Nota |
| ---- | ------------------------------------ | --------- | ----------------- | ------------- | ----------- | ---- |
| 2007 | Mundial de atletismo juvenil de 2007 | Ostrava   | Salto con pértiga | 5.ª           | 4,05 m      |      |
| 2007 | Europeo de atletismo juvenil de 2007 | Hengelo   | Salto con pértiga | 9.ª           | 4,10 m      |      |
| 2009 | Europeo indoor de 2009               | Turín     | Salto con pértiga | elim. clasif. | 4,35 m      |      |
| 2009 | Juegos Mediterráneos de 2009         | Pescara   | Salto con pértiga | Plata         | 4,45 m      |      |
| 2009 | Mundial de Atletismo de 2009         | Berlín    | Salto con pértiga | elim. clasif. | 4,25 m      |      |
| 2010 | Mundial indoor de 2010               | Doha      | Salto con pértiga | elim. clasif. | 4,35 m      |      |
| 2010 | Europeo de Atletismo de 2010         | Barcelona | Salto con pértiga | elim. clasif. | 4,25 m      |      |
| 2010 | Juegos de la Mancomunidad de 2010    | Delhi     | Salto con pértiga | Plata         | 4,40 m      |      |